# Edward H. Tarr

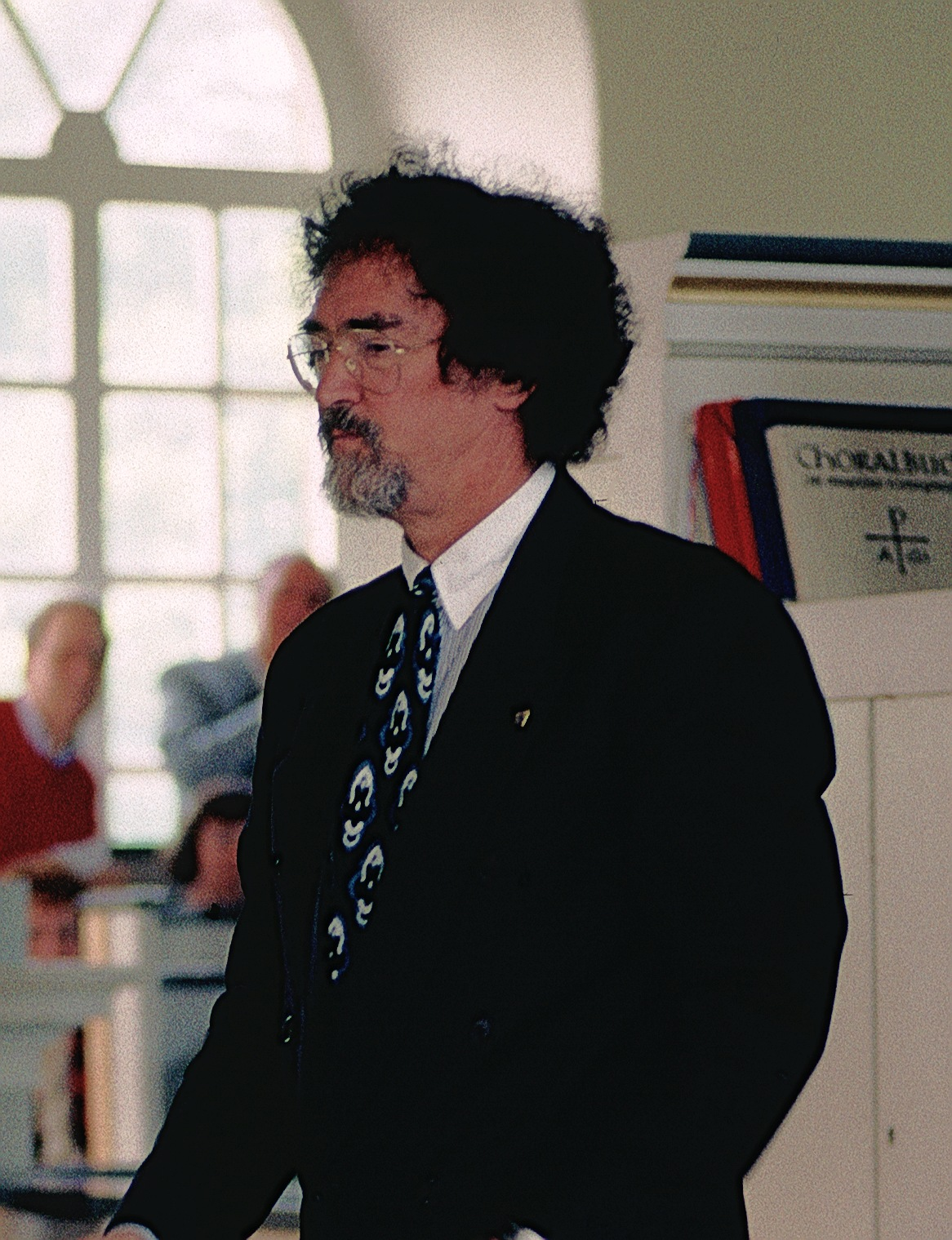
Edward H. Tarr in Hamburg-Altenwerder (1996)

Edward Hankins Tarr (meist Edward H. Tarr; * 15. Juni 1936 in Norwich, Connecticut; † 24. März 2020 in Rheinfelden (Baden)) war ein US-amerikanischer Trompetenvirtuose, Hochschullehrer, Musikwissenschaftler und Herausgeber barocker Notenliteratur. Er war insbesondere bekannt für seine Verdienste um die Wiederbelebung historischer Blechblasinstrumente (z. B. Barocktrompete und Zink) und deren Spielweise.

## Leben
Tarr war Schüler der Orchestertrompeter Roger Voisin (Boston Symphony Orchestra) und Adolph Herseth (Chicago Symphony Orchestra). 1959 zog er nach Europa, um an der Universität Basel Musikwissenschaft zu studieren. Von 1972 bis 2001 unterrichtete er sowohl an der Musikhochschule Basel als auch an der Schola Cantorum Basiliensis. Von 1985 bis 2004 war er Direktor des Trompetenmuseums Bad Säckingen. Von 2004 bis 2013 hatte er eine Professur an der Hochschule für Musik Karlsruhe inne. 2013 wurde ihm durch die Europäische Kulturstiftung Pro Europa der Europäische Solistenpreis verliehen. Edward H. Tarr lebte mit seiner Frau Irmtraud Tarr im Ortsteil Eichsel von Rheinfelden.

## Werk
Edward H. Tarrs Repertoire umfasste neben Schwerpunkten aus der Barockzeit und der Romantik auch zeitgenössische Kompositionen. Der Komponist Mauricio Kagel widmete ihm eine Reihe von Werken. Als Musikforscher war Tarr Herausgeber zahlreicher Urtextfassungen bekannter Trompetenkonzerte sowie der Komplettausgabe der Trompetenwerke von Giuseppe Torelli. Weiterhin wirkte er an der Entwicklung neuer Instrumentenmodelle (mit Yamaha in Hamamatsu) und an der Rekonstruktion historischer Blechblasinstrumente (mit Meinl und Lauber in Geretsried sowie Adolf Egger und Sohn in Basel) mit.
Als Autor verfasste Tarr mehrere Bücher, darunter das Standardwerk Die Trompete. Er gab über 50 Originalwerke aus dem Bereich Alte Musik in der Reihe Brass Collection Edward H. Tarr, erschienen im Musikverlag Martin Schmid Blechbläsernoten, heraus.

## Schüler
- Wolfgang Bauer (* 1965)
- Niklas Eklund (1969–2025)
- Anna Freeman (* 1954)
- Reinhold Friedrich (* 1958)
- Wolfgang G. Haas (* 1946)
- Håkan Hardenberger (* 1961)
- Ute Hartwich (* 1969)
- Jean-François Madeuf, Nachfolger Tarrs an der Schola Cantorum und Professor für historische Trompete am Pariser Konservatorium.
- Michael Maisch (* 1966)
- Hans-Jörg Packeiser (* 1956)
- Susana Santos Silva (* 1979)